# Jackson (estado)
Jackson es el nombre de uno de los proyectos de elección de un Estado de Estados Unidos  en una zona mayoritariamente rural del Sur de Oregón y el Norte de California en los Estados Unidos que en varias ocasiones en los siglos XIX, XX y XXI ha propuesto constituirse en Estado, con diferentes nombres, bien en la parte californiana, bien en la oregonesa, bien (lo más común) en ambos.

## El contexto
En el Norte del Territorio de Oregón, en 1853 se produce la separación del Territorio de Washington, lo que provoca la reacción del Sur de Oregón,
Paralelamente, en 1854 la Asamblea de California aprueba estudiar la división del estado en tres partes, aunque finalmente, el Senado Estatal de California tumba la proposición en 1855. 

## El Estado de Jackson
En ese contexto, se recupera la idea de creación de un Territorio, y, posteriormente, Estado, ya planteado previamente como Estado de Klamath del Estado de Jackson inicialmente en un encuentro y después en una Convención que organice el nuevo Territorio, que cubriría el territorio comprendido desde los Montes Calapooia en Oregón, hasta Redding Springs en California.
Finalmente, el 30 de diciembre de 1853, el periódico Mountain Herald de Yekra, hace el llamamiento para reunir una Convención.
El 7 de enero de 1854, numerosos ciudadanos del condado de Jackson, se reunieron en la Robinson House, en Jacksonville para tratar la conveniencia de crear un Territorio y, en su caso, su organización. Son elegidos Sam Culver como Presidente de la Convención y T. McPatton como Secretario.  
En primera instancia se decidió la constitución de un Comité de cinco miembros con la encomienda de escribir un Memorial que justificara el proyecto de constitución de un nuevo Territorio a enviar a la Asamblea Legislativa de Oregón. El Comité fue integrado por:
- Dr. Jesse Robinson,
- W.W. Fowler,
- Lafayette F. Mosher,
- T. McPatton y
- S.C. Graves

En la siguiente Asamblea General en Jacksonville convocada para el 25 de enero de 1854 participaron:
- por el condado de Siskiyou: Elyah Steele, C.N. Thornburg, E.J. Carter, H.G. Farris, E. Moore, O. Wheelock y J. Darrough,
- por el de Jackson: Lafayette F. Mosher, Richard Dugan, John E. Ross, C. Sims, T. McF. Patton, Samuel Culver, D.M. Kenney, Chas. S. Drew, Martin Angell y Jesse Robinsons,
- por el de Coos: S. Ettinger y Anthony Lettleys, y
- por el de Umpqua: George L. Snelling.

La Asamblea aprobó el Memorial del Comité de Cinco y su envío a la Asamblea Legislativa de Oregón, el Legislativo del Estado de California y el Congreso de Estados Unidos
Asimismo, se convocó una nueva reunión de la Asamblea para el 17 de abril de 1854.
A pesar de la oposición frontal del General Lane, delegado de Oregón en el Congreso, la Asamblea Legislativa de Oregón admitió el proyecto de ley. Sin embargo, la mayoría de la población de California, y sus representantes en el Legislativo estatal y en el Congreso, rechazaron de plano el proyecto, lo que fue causa última de su rechazo.
Por lado de Oregón, la propuesta se mantuvo vigente hasta la constitución del Estado de Oregón el 14 de febrero de 1859 cuando decayó, aunque no el movimiento para crear un nuevo Estado en la zona, que resurgirá periódicamente.